# 1272
1272 (MCCLXXII) var ett skottår som började en fredag i den julianska kalendern.

## Händelser

### November
- 16 november – Vid Henrik III:s död efterträds han som kung av England och herre över Irland av sin son Edvard I.

### Okänt datum
- Skolmästare omtalas för första gången vid domkyrkan i Linköping.

## Födda
- Erik Valdemarsson, son till Valdemar Birgersson, svensk prins och riksråd.
- Isabel Bruce, drottning av Norge cirka 1293–1299, gift med Erik Prästhatare (född omkring detta år).

## Avlidna
- 17 mars – Go-Saga, japansk kejsare 1242–1246.
- 16 november – Henrik III, kung av England och herre över Irland sedan 1216.